# Smörgåsbord
Smörgåsbord var historiskt en svensk förrätt. Sedan mitten av 1900-talet är det istället ett samlingsnamn för en buffémåltid med olika rätter. Där bör ingå smör och bröd, kallskuret och småvarmt. Sallader, ost (jämför ostbricka), desserter och sill är andra vanliga ingredienser, någon gång även alkohol i form av snaps. Denna buffévariant spreds under 1900-talet internationellt, som en symbol för svensk matkultur. Ordet har i svenska språket – liksom även engelskans smorgasbord – även kommit att användas som ett allmänt begrepp med betydelsen "stort och varierat utbud".

## Historia från förrätt till måltid
Smörgåsbordet är en 1800-talsmaträtt som utvecklades ur borgerskapets brännvinsbord, en förrätt som var populär från 1500-talet till 1800-talets mitt. Denna utgjordes av tilltugg till snapsen före maten, Den var en maträtt som med tiden växte i omfattning och så småningom blev karaktäristisk för den oskarianska erans överflöd vad gäller mat och dryck.
Smörgåsbordet, som innehåller ett större antal rätter än vad brännvinsbordet har/hade, tog vid under 1800-talets första halva. Den byggdes då på med nya majonnäsrätter och inläggningar men också med industrialismens nya fiskkonserver och med omeletter. 

### Spridning som svensk profilrätt
Smörgåsbordet blev mycket populärt på järnvägsstationernas restauranger, innan tågen började föra restaurangvagnar vid 1900-talets början. Smörgåsbordet var snabbätet, vilket var en klar fördel på en restaurang där gästerna måste passa avgångstider. Detta bruk gjorde också att utländska resenärer kom att se på smörgåsbordet som en svensk specialitet.
I samband med OS i Stockholm 1912 gick restaurangerna ifrån att servera smörgåsbordet enbart som förrätt, och man kunde välja att äta endast av smörgåsbordet. I menyer från OS-året kan man läsa: Smörgåsbord u.v.s., vilket ska uttydas som "utan vidare spisning".
Vid bland annat OS blev smörgåsbordet känt internationellt. Det fanns på 1920-talet smörgåsbordsrestauranger i New York.
Sitt internationella genombrott fick smörgåsbordet på världsutställningen i New York 1939, där den svenska paviljongen hade ett roterande smörgåsbord i paviljongrestaurangen "Three Crowns Restaurant". Där förlorade maträtten i engelskan slutligt sina prickar och ringar och kom där och då att införlivas i språket som smorgasbord. Numera är ordet synonymt med bufféservering, och färre minns att det en gång var en svensk förrätt.

### Senare utveckling
Fram till 1960-talets mitt var smörgåsbordet en populär förrätt, och det serverades dagligen på de flesta restauranger men också vid större kalas i hemmet. Smörgåsbordet förekom i två smakvarianter: dels det som kunde serveras hela året och det särskilda julsmörgåsbordet. Båda varianterna hade vissa rätter gemensamt, som sylta, sill, ost, smör, bröd och snaps. Skillnaderna inkluderade att Janssons frestelse och omelett bara återfanns på det vanliga smörgåsbordet och inte till jul, medan rimmad skinka och leverpastej bara återfanns på julsmörgåsbordet. 
Under 1900-talets andra halva, och under stark påverkan av Tore Wretmans återlanserade restaurangsmörgåsbord på Operakällaren i Stockholm 1961, övergick smörgåsbordet från att ha varit en förrätt till att bli en ensam rätt och en hel måltid i sig. Wretman förordade också att det skulle ätas i fem bestämda "turer", en tågordning som inte tidigare var känd. Turer ska här förstås som att man i varje tur ägnar sig åt en viss del av smörgåsbordet och som man sedan inte återkommer till; exempelvis tillhör den inledande sillen den första turen och desserten den avslutande femte turen.

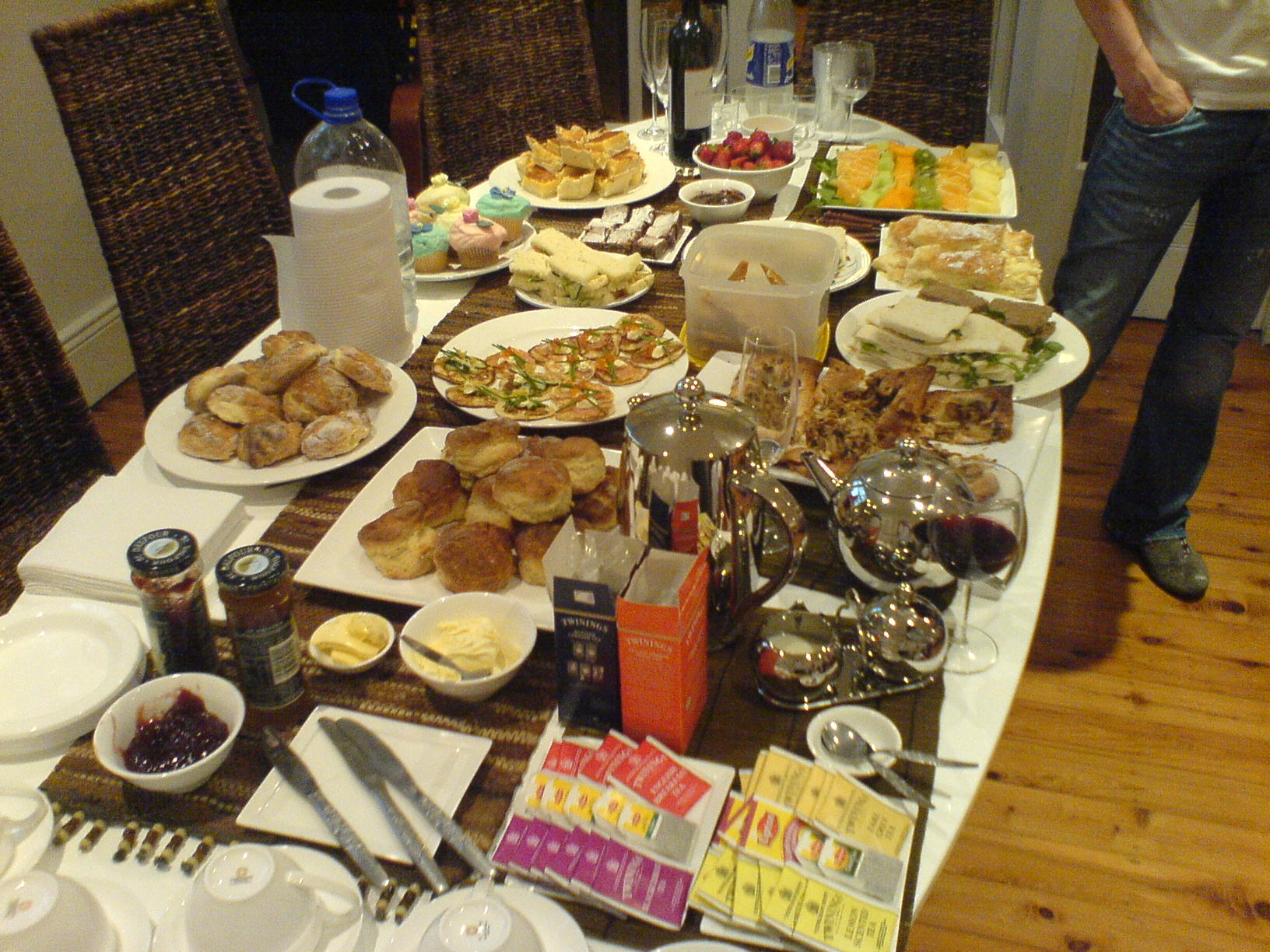
Smörgåsbord med efterrätter.

Smörgåsbordet växte från 1960-talet kraftigt i omfattning, och det fick en dessertavdelning som det aldrig tidigare haft. Skillnaderna mellan smörgåsbordet och julsmörgåsbordet, som nu också kallades för julbord, suddades ut. Samtidigt tillkom nya rätter – bland annat olika grönsaksrätter men också skaldjurs- och kycklingrätter. Från 1970-talet och framåt uppfattades smörgåsbordet också som ett serveringssätt (jämför buffé eller liknande där man ställer fram en mängd för-, huvud- och/eller efterrätter som man plockar av som man vill). Ett julsmörgåsbord i hemmet kan idag innehålla 20–30 rätter, och på restaurang förekommer det att man erbjuder julsmörgåsbord med fler än 100 rätter.

### Modern utformning
Smörgåsbordet som ensam rätt och en måltid i sig består av varma och kalla rätter som dukas upp, och matgästerna går själva runt och förser sig med de rätter de önskar. Bröd och smör finns alltid med liksom olika sillinläggningar. Ofta förekommer omeletter, gratänger, korvar, köttbullar, aladåber och puddingar bland varmrätterna. Kallskuret kött, rökt lax, ål och makrill samt patéer förekommer ofta.

## Orden smörgås och smörgåsbord
Ordet smörgås kommer från tiden, då man i stugorna kärnade sitt eget smör. Vid kärnandet steg små smörklumpar upp till mjölkytan och drev omkring likt gäss. En sådan smörklump passade utmärkt att lägga på en skiva bröd.
Ordet smörgåsbord används i överförd betydelse om stora och inbjudande utbud. Ordet är ett av få moderna svenska ord som lånats in i tyskan och engelskan (som smorgasbord).

## Källhänvisningar
1. 1 2 3 4 5  ”smörgåsbord”. ne.se. https://www.ne.se/uppslagsverk/encyklopedi/l%C3%A5ng/sm%C3%B6rg%C3%A5sbord. Läst 2 augusti 2019.
2. ↑  ”smörgåsbord”. NE:s ordbok. https://www.ne.se/uppslagsverk/ordbok/svensk/sm%C3%B6rg%C3%A5sbord. Läst 2 augusti 2019.